# Valaciclovir
Valaciclovir ist ein Analogon der Nukleinbase Guanin. Es wird als Virostatikum bei Erkrankungen mit dem Varizella-Zoster-Virus (beispielsweise bei schwer verlaufendem oder generalisiertem Herpes Zoster) und mit Herpes-simplex-Viren eingesetzt.

## Pharmakologie
Valaciclovir ist ein sogenanntes Prodrug von Aciclovir und wird im Körper in dieses umgewandelt. Vorteile von Valaciclovir sind eine schnellere Resorption aus dem Darm und eine höhere Bioverfügbarkeit (etwa 55 % im Vergleich zu 10 %). Wirkungen und Nebenwirkungen entsprechen denen von Aciclovir.

## Stereoisomerie
Valaciclovir ist chiral. Als Arzneistoff wird ausschließlich das (S)-Enantiomer eingesetzt. Valaciclovir ist ein Ester der proteinogenen Aminosäure L-Valin.

## Handelsnamen
Monopräparate
Valaciclomed (A), Valdacir (A), Valtrex (D, A, CH), Viropel (A), zahlreiche Generika (A, CH)